# 交響曲第11番 (モーツァルト)
交響曲第11番 ニ長調 K. 84 (73q) は、ヴォルフガング・アマデウス・モーツァルトが作曲した交響曲である。

## 概要
1770年頃（正確な日付は不明であるが、2月から7月までと推測されている）にイタリアのミラノあるいはボローニャで作曲されたものであるが、真作かどうか疑問が持たれている。ウィーン楽友協会の写譜にはモーツァルトの作曲とあり、ベルリン国立図書館の写譜の表紙には父レオポルトと記されているなど複雑となっている。またディッタースドルフの作品ではないかという説も挙げられている。

## 楽器編成
オーボエ2、ホルン2、弦楽

## 構成
3楽章から構成され、演奏時間は約8分。
- 第1楽章 アレグロ
ニ長調、4分の4拍子、ソナタ形式。
- 第2楽章 アンダンテ
イ長調、8分の3拍子、二部形式。
- 第3楽章 アレグロ
ニ長調、4分の2拍子、ソナタ形式。